# 정우영 (시인)
정우영(1960년 ~ )은 대한민국의 시인이다.
숭실대학교 국문과를 졸업했다. 1989년 《민중시》에 시를 발표하면서 등단했고, 월간 《노동해방문학》의 편집과 제작을 맡아 일했다.

## 저서

### 시집
- 《마른 것들은 제 속으로 젖는다》(문학동네, 1998)
- 《집이 떠나갔다》(창비, 2005) ISBN 89-364-2257-X
- 《살구꽃 그림자》(실천문학사, 2010)

#### 시인의 말
- 《집이 떠나갔다》
무뎌진 것일까.
분노보다는 위로에 더 눈길이 간다.

### 산문집
- 《이 갸륵한 시들의 속삭임》(랜덤하우스코리아, 2008) - 시평 에세이 모음